# Texas Hold 'Em (canção)
"Texas Hold 'Em" é um single da cantora e compositora americana Beyoncé, de seu futuro oitavo álbum de estúdio, Cowboy Carter. Ele foi lançado ao lado de "16 Carriages". A música foi lançada de surpresa e estreou durante o Super Bowl LVIII, em 11 de fevereiro de 2024, através da Parkwood Entertainment e Columbia Records. Apresentando um título que é uma referência ao estilo de jogo de pôquer homônimo, "Texas Hold 'Em" é uma música de ritmo acelerado de country pop, western e soul, contendo também elementos da música folk.
Um sucesso comercial, o single estreou no topo da Hot Country Songs - a principal parada americana de canções country - da Billboard, fazendo de Beyoncé a primeira mulher negra a liderar essa mesma contagem.  "Texas Hold 'Em" estreou no segundo lugar no Hot 100 americana, passando a liderar a principal parada de êxitos dos EUA na segunda semana, tornando-se, assim, a 7.ª canção da carreira a solo de Beyoncé e com Beyoncé como artista principal a liderar a Hot 100 e a primeira a conseguir esse feito desde "Break My Soul" (2022). "Texas Hold' Em" também liderou a parada britânica de singles na segunda semana de disponibilidade, sendo a primeira canção a solo de Beyoncé e com a mesma como artista principal a fazê-lo desde "If I Were a Boy" (2008), marcando também a 5ª vez que Beyoncé chega ao topo daquela parada na sua carreira a solo e como artista principal.

## Antecedentes e lançamento
Durante o Super Bowl LVIII, Beyoncé estrelou um comercial com o ator Tony Hale para a Verizon Communications. Sua aparição foi indicada pela empresa nos dias que antecederam o Super Bowl com teasers fazendo referência a seus sexto e sétimo álbuns de estúdio, Lemonade (2016) e Renaissance (2022). No final do comercial, que mostra a cantora tentando "quebrar a Internet" de várias maneiras, Beyoncé diz: "Ok, eles estão prontos. Lançem a nova música", levando à especulação da mídia sobre o segundo ato de sua trilogia Renaissance em andamento.
Beyoncé então, através de conta no Instagram, anunciou seu oitavo álbum de estúdio, Cowboy Carter, com data de lançamento em 29 de março de 2024, por meio de um teaser de uma mulher não identificada ligando um carro com uma placa que dizia "Texas Hold ' Em". Enquanto ela dirige por uma estrada vazia, ela passa por um grupo de homens olhando para um outdoor com o mesmo slogan da placa apresentando um recorte de Beyoncé em uma pose sedutora. Depois de compartilhar o teaser, ela lançou dois singles de Cowboy Carter para serviços de streaming e download digital: "Texas Hold 'Em" e "16 Carriages".

## Composição
"Texas Hold 'Em" é uma música Popuptempo com um banjo e uma introdução de violão que se move em uma batida "pisante". Chris Willman, da Variety, comparou a música à "Daddy Lessons" (2016), por seu som "lúdico" e dançante, enquanto Ben Beaumont-Thomas do The Guardian encontrou sussurros de "What a Man Gotta Do" (2020) dos Jonas Brothers em sua melodia.
Beyoncé comprou "Texas Hold 'Em" com Elizabeth Boland, Mcgan Bülow e Raphael Saadiq; ela produziu com Brian Bates e Nathan Ferraro. Rhiannon Giddens, que há muito defende a recuperação de instrumentos de música country por músicos negros, toca banjo e viola na canção.

## Recepção da crítica
"Texas Hold 'Em" recebeu avaliações positivas dos críticos musicais.
Em uma avaliação de 4 de 5, Beaumont-Thomas do The Guardian admirou os arranjos vocais e instrumentais enraizados e "autenticamente country". O escritor destacou que a execução do banjo de Rhiannon Giddens destaca seu trabalho sobre a pesquisa histórica da música americana, “incluindo como o banjo foi uma invenção negra trazida da África para o Caribe e para os Estados Unidos”.
Craig Jenkins, da Vulture, elogiou a "espinhosidade" de como a música "joga como dealer uma pilha de clichês country, como a sabedoria adquirida em jogos de cartas e bares, mas os enche de letras que fariam o público do Grand Ole Opry suar". Nadine Smith, da Pitchfork, apreciou como a música uniu os "mundos paralelos" da música country e soul por meio de seus colaboradores, mas criticou as tentativas de Beyoncé de "relacionar-se aos trabalhadores das 9 às 5" e da produção no estilo "comercial de carro".

## Impacto

### Artistas negros na músicacountry
Com o lançamento de "Texas Hold 'Em", Beyoncé foi vista como reivindicando a música country e trazendo-a de volta às suas raízes negras. Daisy Woodward, da BBC, escreveu que a adoção de Beyoncé pela música country "galvaniza" a reivindicação da cultura ocidental por aqueles que se sentiram excluídos por ela e subverte a imagem tradicional de cowboys. A autora e compositora country americana Alice Randall, em uma entrevista para o The Washington Post, afirmou que Beyoncé "está destacando e construindo sobre uma tradição profunda" que começou com Modern Sounds in Country and Western Music, de Ray Charles, enfatizando que "[Beyoncé] vai levar isso ainda mais longe se as coisas que ela já fez na música country forem alguma indicação", mesmo que Charles não tenha sido premiado pelo gênero musical na época. A cantora e compositora country Maren Morris descreveu a música como "uma afirmação", elogiando a "reivindicação de Beyoncé da música country de volta para as pessoas negras". Em uma análise para o American Songwriter, Thom Donovan relatou que "a aceitação da música country pelo hip-hop era a progressão natural" e que "Texas Hold 'Em" é "mais do que uma metáfora astuta; é parte do grande arco do trabalho de Beyoncé celebrando o legado de artistas negros". Como a cantora fez com o primeiro ato, Donovan escreveu que "Beyoncé lembra aos ouvintes que a música country é outro tipo de música para dançar".
O lançamento da música destacou músicos negros no espaço da música country e aumentou seu público, de acordo com Taylor Crumpton da Time. Esses músicos incluem Adia Victoria, Amri Unplugged, Brittney Spencer, K. Michelle, Mickey Guyton, Reyna Roberts, Rissi Palmer, Sacha e Tanner Adell. Organizações country lideradas por negros, como o Black Opry, também receberam um aumento significativo de seguidores, enquanto a tocadora de banjo Rhiannon Giddens, defensora de longa data e educadora pública das raízes africanas do banjo, viu um aumento de interesse após o lançamento da música. Amanda Marie Martínez, da NPR, também disse que a música destacou e impulsionou o perfil de artistas negros da música country. A música, escreve Martínez, revelou a "forte demanda" por música country feita por artistas negros e uma "comunidade crescente" de fãs negros de música country. Em um artigo para o The Nashville Tennessean, Andrea Williams explicou como Beyoncé abriu portas para outros na música country e provou que os compositores, produtores e músicos negros pertencem ao gênero. Williams escreveu que os negros geralmente são "excluídos da criação da música country" e que eles "estão esperando pela oportunidade de participar do gênero que seus antepassados ajudaram a construir, para não serem informados de que são muito urbanos para os estúdios de Nashville". Com "Texas Hold 'Em", escreve Williams, Beyoncé celebra músicos negros de música country, provando que eles são "suficientemente country" e permitindo que recebam seu devido crédito e remuneração.

### Popularidade e acessibilidade da músicacountry
O apresentador da Sirius XM, Mike Muse, disse ao Good Morning America que "Texas Hold 'Em" está provocando uma "conversa global" e um "discurso social" sobre música country e aumentando o interesse público no gênero. A música country de Beyoncé vai "abrir as comportas" para outros músicos country, de acordo com a BBC News. A artista country Kezia Gill disse que a presença de Beyoncé tornará o gênero "acessível a todos" e "atrairá uma geração inteira" de novos ouvintes. Roisin O'Connor, editora de música do The Independent, disse que a nova faixa é "um ponto de virada" para a música country, espalhando o gênero para novos públicos.

### Rádiocountry
Gerentes de rádios country compartilharam sua empolgação com a música trazendo novos ouvintes. Mike Levine, da Go Country 105, disse que "qualquer coisa que torne o country mais acessível é incrível, então é fantástico", enquanto Travis Moon, gerente de programa da 93Q Country, disse: "Isso é empolgante não apenas para a rádio country, mas para o artista e o legado que ela construiu em toda sua carreira". Moon observou que, em vez de apenas se adequar a um certo "vibe", "Texas Hold 'Em" tem um som "fresco" e "empolgante", dizendo: "Apenas a maneira como a música é construída, os vocais são incríveis, a instrumentação é fantástica. Isso se encaixa no vibe do que estamos fazendo nesta estação de rádio". Os programadores das estações de country da Cumulus Media tiveram uma ligação onde falaram "entusiasticamente" sobre a música, com o diretor de conteúdo Brian Philips descrevendo-a como "um presente". Philips disse à Variety: "Isso adiciona um ângulo completamente imprevisto e inimaginável para a rádio country... Temos 55 estações de country importantes e é muito difícil fazê-las concordar com alguma coisa. Mas todo mundo na música country quer tocá-la". Tom Poleman, diretor de programação e presidente da iHeartMedia, expressou sua empolgação em tocar a música nas estações iHeartRadio, descrevendo Beyoncé como uma "inovadora" que "continua a empurrar os limites criativos na música". Johnny Chiang, diretor sênior de programação country da Sirius XM, também compartilhou sua empolgação em adicionar a faixa às estações country da Pandora, dizendo à Variety: "É uma boa música e uma legítima música country moderna. E ela é icônica, então é óbvio... Isso só traz benefícios para o nosso formato".

### Moda
A adoção de Beyoncé pela música e cultura country impulsionou as vendas de vestuário do estilo western. Isha Nicole, da varejista western Boot Barn, afirmou que isso "lançou a influência western à luz dos holofotes, convidando as massas a participarem do romantismo do espírito americano". As buscas no Google por "bolo tie" (gravata borboleta de couro), "chapéu de cowboy" e "botas de cowboy" aumentaram respectivamente em 566%, 213% e 163%, após o lançamento da música.

## Controvérsias
Uma estação de rádio country gerou controvérsia após rejeitar um pedido para tocar "Texas Hold 'Em", iniciando um debate mais amplo sobre o lugar dos músicos negros na música country, apesar das origens afro-americanas da música country. Após a publicação dos singles principais "Texas Hold 'Em" e "16 Carriages", eles foram enviados para estações de rádio pop, Hot AC, rítmicas, urban AC e country nos Estados Unidos. Nas primeiras 24 horas de lançamento das duas músicas, 8 de 150 estações de rádio consideradas para o Billboard Country Airplay Chart tocaram "Texas Hold 'Em", enquanto nenhuma estação tocou "16 Carriages".
Em 13 de fevereiro de 2024, um ouvinte solicitou que a estação de country Oklahoma S.C.O.R.E. KYKC tocasse "Texas Hold 'Em". O gerente geral Roger Harris respondeu, escrevendo: "Não tocamos Beyoncé na KYKC, pois somos uma estação de música country".  A resposta viralizou e causou agitação nas redes sociais contra estações de música country, levando os fãs de Beyoncé a inundarem a estação de rádio com pedidos para tocar a música e começaram a ser tendência no Twitter com #BeyonceisCountry. Após adicionar a música à rotação da rádio, um representante da S.C.O.R.E. respondeu às acusações de racismo e boicote contra a música da cantora com uma declaração: "Somos uma estação de mercado pequeno. Não estamos em posição de lançar um artista ou ajudar muito nisso, então ela tem que chegar um pouco mais alto para que a adicionemos. Mas nós amamos a Beyoncé aqui. Tocamos ela em nossas [outras estações de hits top 40 e adultas], mas ainda não estamos tocando ela em nossa estação de country porque acabou de sair". A estação esclareceu ainda mais sua posição, afirmando que não estava ciente de que a música tinha um som country até que os membros da equipe a ouvissem e posteriormente a adicionaram à sua playlist.
A Variety relatou que a Sony Music, proprietária da Columbia Records que possui um contrato com a empresa Parkwood Entertainment de Beyoncé, "não respondeu imediatamente aos pedidos de comentário sobre quaisquer planos para promover a música nas estações de rádio country", até o momento do IHeartRadio e Cumulus Media. Após a atenção da mídia, a CMT adicionou "Texas Hold 'Em" às suas estações de streaming com marca. Na tarde do mesmo dia, após o impacto nas redes sociais, a Billboard confirmou que a Columbia enviou oficialmente a música para as estações de rádio country, observando que as estações de country geralmente não transmitem músicas não apoiadas pelas gravadoras.

## Paradas musicais
| Parada (2024)                                | Melhor posição |
| -------------------------------------------- | -------------- |
| Austrália (ARIA)                             | 38             |
| Canadá Hot 100 (Billboard)                   | 11             |
| Canadá Country (Billboard)                   | 52             |
| Estados Unidos (Billboard Hot 100)           | 1              |
| Estados Unidos (Billboard Country Airplay)   | 54             |
| Estados Unidos (Billboard Hot Country Songs) | 1              |
| Estados Unidos (Billboard Mainstream Top 40) | 38             |
| França (SNEP)                                | 136            |
| Global 200 (Billboard)                       | 4              |
| Irlanda (IRMA)                               | 12             |
| Japão Hot Overseas (Billboard)               | 9              |
| Nova Zelândia (RMNZ)                         | 26             |
| Países Baixos (Single Top 100)               | 36             |
| Países Baixos (Tipparade)                    | 12             |
| Reino Unido Singles (OCC)                    | 1              |
| Suécia (Sverigetopplistan)                   | 74             |
| Suíça (Schweizer Hitparade)                  | 92             |